# West Palm Beach
West Palm Beach est une ville de l'État de Floride, aux États-Unis, qui fait partie de l'aire métropolitaine de Miami. Au recensement de 2000, la partie incorporée de la ville avait une population totale de 82 103 habitants mais, selon les évaluations 2006 de l'université de Floride, la ville incorporée a eu une population de 107 617 habitants.
West Palm Beach fait face à Palm Beach, une autre ville, insulaire, reliée au continent par des ponts, qui est connue pour concentrer un nombre important de stars et de milliardaires tels que Donald Trump qui possède le domaine de Mar-a-Lago ainsi qu'un golf, ou le financier Kenneth Griffin qui possède une propriété estimée à 1 milliard de dollars.

## Histoire
Henry Flagler, le plus grand promoteur immobilier de la région, fonda West Palm Beach afin d'y loger les ouvriers engagés pour édifier les luxueux hôtels de Palm Beach. En 1893, sous sa direction, des arpenteurs dressèrent les plans d'une modeste ville dont ils disposèrent les rues en ordre alphabétique : Althea, Banyan, Clematis et ainsi de suite. Fidèle aux intentions de Flagler, qui voulait réserver l'île pour les touristes et la terre ferme pour le commerce, West Palm Beach devint surtout connue pour ses saloons, ses maisons closes et ses tripots qui bordaient Banyan Street. Tandis que le vice florissait, de nombreuses institutions — églises, écoles et services publics — s'efforcèrent de donner à la communauté une certaine cohésion. En 1909, West Palm Beach devint le chef-lieu du comté et s'engagea dans une longue période de développement. Pendant que, de l'autre côté du lac, on construisait d'élégants hôtels et des demeures magnifiques, West Palm Beach édifiait un paysage urbain qui continua à se développer au cours des années 1980.

## Démographie
| Groupe            | West Palm Beach | Floride | États-Unis |
| ----------------- | --------------- | ------- | ---------- |
| Blancs            | 56,7            | 75,0    | 72,4       |
| Afro-Américains   | 32,4            | 16,0    | 12,6       |
| Autres            | 5,3             | 3,6     | 6,2        |
| Métis             | 2,7             | 2,5     | 2,9        |
| Asiatiques        | 2,3             | 2,4     | 4,8        |
| Amérindiens       | 0,5             | 0,4     | 0,9        |
| Océaniens         | 0,1             | 0,1     | 0,2        |
| Total             | 100             | 100     | 100        |
|                   |                 |         |            |
| Latino-Américains | 22,6            | 22,5    | 16,7       |

Selon l’American Community Survey, pour la période 2011-2015, 68,95 % de la population âgée de plus de 5 ans déclare parler anglais à la maison, alors que 21,05 % déclare parler l'espagnol, 4,42 % un créole français, 0,96 % le français et 4,16 % une autre langue.
| 1890 | 1900 | 1910  | 1920  | 1930   | 1940   |
| ---- | ---- | ----- | ----- | ------ | ------ |
| 244  | 564  | 1 743 | 8 659 | 26 610 | 33 693 |

| 1950   | 1960   | 1970   | 1980   | 1990   | 2000   |
| ------ | ------ | ------ | ------ | ------ | ------ |
| 43 162 | 56 208 | 57 375 | 63 305 | 67 643 | 82 103 |

| 2010   | 2020    | - | - | - | - |
| ------ | ------- | - | - | - | - |
| 99 919 | 117 415 | - | - | - | - |

## Transports
West Palm Beach est à la fois desservie par un aéroport international et par une gare.